# Poèmes tragiques
Poèmes tragiques est un recueil de poèmes de Leconte de Lisle paru en 1884.

## Poèmes contenus
- L’Apothéose de Mouça-al-Kébyr
- La Tête de Kenwarc’h
- Dans le ciel clair
- Le Suaire de Mohhâmed-ben-Amer-al-Mançour
- L’Astre rouge
- La Lampe du Ciel
- Pantouns Malais
- L’Illusion suprême
- Villanelle
- Sous l’épais Sycomore
- Le Talion
- Les Roses d’Ispahan
- L’Holocauste
- La Chasse de l’Aigle
- La Résurrection d’Adônis
- Les Siècles maudits
- L’Orbe d’or
- Le Chapelet des Mavromikhalis
- Épiphanie
- L’Incantation du Loup
- Le Parfum impérissable
- Sacra fames
- L’Albatros
- Le Sacre de Paris
- Si l’Aurore
- Hiéronymus
- L’Aboma
- À un Poète mort
- La Bête écarlate
- Le Lévrier de Magnus
- Le frais matin dorait
- Le Calumet du Sachem
- Le dernier Dieu
- Le Secret de la vie
- Les Inquiétudes de don Simuel
- Le Romance de Don Fadrique
- Le Romance de Dona Blanca
- La Maya
- Les Érinnyes